# Telenomus koebelei
Telenomus koebelei är en stekelart som beskrevs av William Harris Ashmead 1893. Telenomus koebelei ingår i släktet Telenomus och familjen Scelionidae. Inga underarter finns listade i Catalogue of Life.